# Carl Brandt (Verleger)
Carl Brandt (* um 1815; † 1893) war ein deutscher Verleger in Culm in Westpreußen.

## Leben
Carl Brandt stammte aus Thorn. 1848 erwarb er eine Buchhandlung in Culm und gründete dort eine Buchdruckerei. Diese war die zweite nach der von Wilhelm Theodor Lohde in der Stadt.
Seit 1849 erschien bei ihm die Zeitung Culmer Bote, seit 1862 als Culmer Zeitung mit dem Kreisblatt, das offizielle Bekanntmachungen enthielt.
1879 ging das Unternehmen an die Kommissionäre Amelung'sche Sortiments-Buchhandlung (Benecke & Schlenther) aus Berlin und Fr. Förster aus Leipzig.
1897 kaufte Gustav Goerz die Druckerei und führte sie als Carl Brandt's Buchdruckerei (G. Goerz), der Verlag bestand als Verlag Carl Brandt bis 1915.